# Meludwiesen
Meludwiesen war ein Ort in der Oblast Kaliningrad (Gebiet Königsberg (Preußen)) in Russland. Seine Ortsstelle liegt heute im Gebiet des Rajon Prawdinsk (Munizipal-/Stadtkreis Friedland).

## Geographische Lage
Die Ortsstelle von Meludwiesen liegt zwei Kilometer nördlich der Staatsgrenze zur polnischen Woiwodschaft Ermland-Masuren in der südlichen Mitte der Oblast Kaliningrad, 16 Kilometer nordöstlich der einstigen und heute in Polen gelegenen Kreisstadt Bartenstein (polnisch Bartoszyce).

## Geschichte
Das einstige Ludwiesen – vor 1770 Luthwiesen, nach 1772 Luttwiesen, 1784 Lutwiesen, um 1785 Melutwiese genannt – wurde um 1400 gegründet. Als Gutsbezirk kam der Ort 1874 zum neu errichteten Amtsbezirk Groß Sporwitten (russisch Poddubnoje) im ostpreußischen Kreis Friedland. Wenige Jahre später wurde Meludwiesen als Vorwerk nach Groß Sporwitten eingemeindet. Im Jahre 1905 zählte Meludwiesen 54 Einwohner.
Bis 1934 war Meludwiesen ein Wohnplatz in der Gemeinde Groß Sporwitten. Als diese in die Gemeinde Wolmen (polnisch Malinowka) eingegliedert wurde, wurde Meludwiesen 1935 eine Ortschaft eben dieser Gemeinde.
In Kriegsfolge wurde 1945 das gesamte nördliche Ostpreußen an die Sowjetunion überstellt. Meludwiesen wird wohl – nicht zuletzt wegen seiner Grenzlage – nicht mehr besiedelt worden sein, denn eine russische Namensform ist nicht bekannt. Der Ort gilt heute als verwaist und untergegangen. Seine Ortsstelle liegt im Bereich der Selbstverwaltungseinheit Rajon Prawdinsk (Munizipal-/Stadtkreis Friedland) in der Oblast Kaliningrad (Gebiet Königsberg (Preußen)), die heute der Russischen Föderation zugehört.

## Kirche
Bis 1945 war Meludwiesen in die evangelische Deutsch Wilten (russisch Jermakowo) in der Kirchenprovinz Ostpreußen der Kirche der Altpreußischen Union bzw. in die römisch-katholische Kirche St. Bruno in Bartenstein (polnisch Bartoszyce) im Bistum Ermland eingepfarrt.

## Verkehr
Die heute kaum noch aufzufindende Ortsstelle von Meludwiesen liegt an der Nebenstraße, die Malinowk (Wolmen) und Poddubnoje (Groß Sporwitten) mit Rjabinino (Korwlack) verbindet. Eine Anbindung an den Bahnverkehr existiert nicht.